# 31 de la Cabellera de Berenice
31 de la Cabellera de Berenice (31 Comae Berenices) és un estel de la constel·lació de la Cabellera de Berenice que es troba a 307 anys llum de distància del sistema solar. La seva ubicació en el cel nocturn marca la posició del pol nord galàctic, on la quantitat de pols interestel·lar és menor, la qual cosa permet veure una gran quantitat d'objectes de l'espai profund.
31 de la Cabellera de Berenice és un gegant groc de tipus espectral G0IIIp. No gaire lluminós dins dels estels gegants —la seva lluminositat és 82 vegades superior a la del Sol—, el seu radi és 9,7 vegades més gran que el radi solar. La seva massa, estimada a partir de la teoria d'estructura i evolució estel·lar, és 2,55 vegades la massa solar. Amb un nucli inert d'heli, és un estel en ràpida transició cap a la fase de gegant vermell, on aconseguirà una lluminositat gairebé 1000 vegades superior al del Sol. En el diagrama de Hertzsprung-Russell està creuant l'anomenada Llacuna de Hertzsprung, regió on amb prou feines es troben estels.
31 de la Cabellera de Berenice és un estel variablela lluentor del qual varia entre magnitud +4,87 i +4,97. Classificada com una variable FK Comae Berenices, rep la denominació de variable LS Comae Berenices.